# أمبروز جاي راسيل
أمبروز جاي راسيل (بالإنجليزية: Ambrose J. Russell)‏ هو مهندس معماري أمريكي، ولد في 15 أكتوبر 1857، وتوفي في 1938.